# Terminale STI2D
Pour des articles plus généraux, voir STI2D et Classe de terminale française.
En France, la classe de terminale STI2D est la troisième et dernière année du lycée, lorsque l’élève a choisi le Baccalauréat STI2D.La classe de terminale technologique appartient à une des huit « séries » technologiques préparant au Baccalauréat technologique, avec la terminale STL, la terminale STD2A, la terminale ST2S, la terminale STMG, la terminale TMD, la terminale hôtellerie et la terminale STAV.

La terminale littéraire dans les études secondaires en France

Le baccalauréat donne accès aux études supérieures, notamment technologiques : BTS, DUT, et après à une Licence professionnelle. Il donne aussi accès aux  Classes préparatoires technologie et sciences industrielles (CPGE TSI). La classe de terminale STI2D est accessible après la première STI2D. STI2D signifie "Sciences et Technologies de l’Industrie et du Développement Durable".

## Matières enseignées

### Enseignements généraux communs
Le programme est composé d’un tronc commun comportant les matières suivantes :
| Enseignement                   | Horaire hebdomadaire de l’élève |
| ------------------------------ | ------------------------------- |
| Mathématiques                  | 4                               |
| Physique-Chimie                | 4                               |
| Philosophie                    | 2                               |
| Langue vivante 1               | 2                               |
| Langue vivante 2               | 2                               |
| Éducation physique et sportive | 2                               |

### Enseignements technologiques
| Enseignement | Horaire hebdomadaire de l’élève |
| --- | ------------------------------- |
| Enseignement technologique en langue vivante 1 | 1                               |
| Enseignements technologiques transversaux | 5                               |
| Un enseignement spécifique parmi les enseignements suivants : Architecture et construction, Innovation technologique et éco-conception, Énergies et environnement, Systèmes d’information et numérique | 9                               |

### Accompagnement personnalisé
| Enseignement                                     | Horaire hebdomadaire de l’élève |
| ------------------------------------------------ | ------------------------------- |
| Soutien, approfondissement, aide à l’orientation | 2                               |

## Sources
1. ↑  http://cache.media.education.gouv.fr/file/2013/97/3/DEPP-RERS-2013-4.15-options-terminale-generale-technologique_266973.xls
2. ↑  http://cache.media.education.gouv.fr/file/2013/72/3/DEPP-RERS-2013-8.9-bac-serie_266723.xls
3. ↑  La voie technologique : huit séries - Ministère de l'Éducation nationale